# Archidiecezja Cuenca
Archidiecezja Sucre (łac. Archidioecesis Conchensis in Aequatore) – rzymskokatolicka archidiecezja w Ekwadorze. Została podniesiona do rangi archidiecezji w 1957 roku w miejsce istniejącej od 1786 roku diecezji Cuenca.

## Ordynariusze

### Biskupi Cuenca
- José Carrión y Marfil 1786–1798
- José Cuero y Caicedo 1798–1801
- Francisco Javier Fita y Carrión 1803–1804
- Andrés Quintian Ponte de Andrade 1805–1813
- José Ignacio Cortázar y Labayen 1815–1818
- Giuseppe Antonio Remigio Esteves de Toral 1861–1883
- Miguel León Garrido 1884–1900
- Emmanuele Maria Polit 1907–1918
- Daniel Hermida Ortega 1918–1956
- Manuel de Jesús Serrano Abad 1956–1957

### Arcybiskupi Cuenca
- Manuel de Jesús Serrano Abad 1957–1971
- Ernesto Alvarez Alvarez S.D.B. 1971–1980
- Luis Alberto Luna Tobar O.C.D. 1981–2000
- Vicente Rodrigo Cisneros Durán 2000–2009
- Luis Cabrera Herrera 2009–2015
- Marco Pérez Caicedo od 2016